# Põdramõtsa
Põdramõtsa is een plaats in de Estlandse gemeente Rõuge, provincie Võrumaa. De plaats heeft de status van dorp (Estisch: küla).
Tot in oktober 2017 behoorde Põdramõtsa tot de gemeente Misso en heette de plaats Pulli. In die maand werd Misso opgedeeld tussen de gemeenten Setomaa en Rõuge. Pulli ging naar Rõuge. Omdat in die gemeente nog een dorp Pulli ligt, werd dit Pulli herdoopt in Põdramõtsa, naar een groep boerderijen die er vroeger lag.

## Bevolking
De ontwikkeling van het aantal inwoners blijkt uit het volgende staatje:
| Jaar            | 2000 | 2011 | 2021 |
| --------------- | ---- | ---- | ---- |
| Aantal inwoners | 6    | 1    | 3    |

## Ligging
Põdramõtsa ligt ten noorden van de plaats Misso. Tussen de beide plaatsen in ligt het meer Pulli järv.

## Geschiedenis
Pulli werd voor het eerst genoemd in 1684 onder de naam Puli Thomas, een boerderij op het landgoed Misso (Duits: Illingen). In 1820 werd de plaats onder de naam Pullipõdra genoemd als dorp.
In 1977 werd Pulli opgedeeld tussen Misso en Käbli. In 1997 werd het deel dat onder Käbli viel een zelfstandig dorp onder de naam Pulli. Het andere deel, dat ten zuiden van het Pulli järv lag, bleef bij Misso.